# Santa María del Camino
Santa María del Camino (catalansk: Santa Maria del Camí) er en by og kommune i det østlige Spanien på øen Mallorca i provinsen De Baleariske Øer. Den har et indbyggertal på 7.623 (2024) indbyggere.